# Caspar Michael Welsch
Caspar Michael Welsch (* 16. September 1604 in Leipzig; † 1. Juli 1641 ebenda) war ein deutscher Jurist.

## Leben
Der Sohn des kurfürstlichen Steuereinnehmers, Ratsherrn und Pflegers des Leipziger Johannishospitals Johann Welsch (auch Hans Welsch; † 22. Juni 1626) und der Anna Heidenreich (* 5. September 1576 in Leipzig; † 14, November 1631 ebenda, verh. 4. August 1595 ebenda, sie hatten fünf Söhne und vier Töchter), Tochter des Bürgers und Kramers Michael Heidenreich und dessen Frau Maria, die Tochter des Kunstmalers Johann Krell, hatte in Leipzig die Nikolaischule besucht und am 28. Juni 1619 an der Universität Wittenberg ein philosophisches Grundstudium aufgenommen.
Zurückgekehrt nach Leipzig wurde er 1621 Baccalaureus und 1624 Magister der philosophischen Wissenschaften. Um nachfolgend ein Studium der Rechtswissenschaften aufzunehmen, unternahm er eine Bildungsreise die ihn an unterschiedliche Universitäten in Holland und Frankreich führte. An der Universität Bourges wurde er Assessor der deutschen Nation, Bibliothekar, Quaestor und fungierte als Orator bei verschiedenen Anlässen.
Er lernte Julius Pacius de Beriga (1550–1635) kennen und begab sich für längere Zeit nach Italien, wo er sich vor allem mit der italienischen Sprache beschäftigte. Hierzu besuchte er Piemont, Genua, Siena, Rom, Neapel, und die Universität Padua, an der er auch Syndikus der deutschen Nation war. Nach seiner Rückkehr 1629 nach Leipzig unternahm er erneut Reisen, die ihn 1630 wieder nach Holland und Ostfriesland führten.
So hatte er genügend Kenntnisse erlangt, um am 23. Januar 1634 in Leipzig das Lizentiat der Rechtswissenschaften zu erwerben und am 4. Juni 1635 zum Doktor der Rechte zu promovieren. Welsch wurde Assessor am Leipziger Oberhofgericht, Assessor an der juristischen Fakultät der Leipziger Hochschule, hatte sich auch an den organisatorischen Aufgaben der Leipziger Akademie beteiligt und war im Wintersemester 1639 Rektor der Alma Mater.
Welsch wurde am 4. Juli 1641 in Leipzig begraben.

## Familie
Welsch war drei Mal verheiratet. Seine erste Ehe schloss er am 8. November 1630 Esther (* 20. Juni 1613 in Leipzig; † 7. September 1632 ebenda), der Tochter des Leipziger Handelsmanns Caspar Börner und dessen Ehefrau Esther, die Tochter des fürstlich preußischen Landkämmerers und Amtmannes in Caymen Valentin Petthus. Die Ehe blieb kinderlos.
Seine zweite Ehe schloss er mit Anna Magdalena, (* 1614 in Leipzig; † 25. Juli 1635 ebenda) Tochter des Professors des Kodex Michael Wirth.
Seine dritte Ehe ging er am 22. November 1636 mit Johanna († 6. Mai 1651), der Tochter des kurfürstlich sächsischen Amtsvoigts in Weißenfels (oder Weimar) Johann Balthasar Falckner und der Martha Meißner, ein. Sie heiratet in zweiter Ehe am 26. Juli 1642 den Juristen und Bürgermeister Friedrich Kühlewein (21. Mai 1606 in Leipzig; † 19. Mai 1663 ebenda). Von seinen Kindern kennt man:
- Johanna Magdalena Welsch (* 26. September 1639 in Leipzig; † 17. Dezember 1670 ebenda) verh. 17. Dezember 1658 mit dem Theologen Thomas Steger
- Maria Elisabeth Welsch (* 21. Juli 1635 in Leipzig; † 15. Juli 1654 ebenda)
- Anna Martha Welsch (9. Februar 1638 in Leipzig; † 2. Dezember 1657 ebenda)

## Werke
- Diss. pro Ucentia. 1633
- Diss. Iuridica De Sententia Definitiva. Leipzig 1633
- Doctrinae Oeconomicae Syllabus. 1624